# ويليام هاريس لويد روبرتس
ويليام هاريس لويد روبرتس هو كاتب مسرحي وشاعر كندي، ولد في 31 أكتوبر 1884 في فريدريكتون في كندا، وتوفي في 28 يونيو 1966.